# Nécropole nationale de Dormans
La  nécropole nationale de Dormans , située à Dormans, sur le bord de la Marne, dans le département français de la Marne, est une nécropole et un cimetière militaire.

## Historique
Le cimetière militaire, de 11 217 m2, a été créé en 1918 puis aménagé de 1918 à 1920 ; une dernière réfection est réalisée en 1975.

## Caractéristiques
Le cimetière abrite les tombes de 1 951 soldats français, des anciennes colonies françaises tués pendant la Première Guerre mondiale. Ils se répartissent en 1 290 tombes individuelles et 661 inconnus reposant en deux ossuaires. Trente-quatre soldats français tués au cours de la Seconde Guerre mondiale y reposent également.
Vingt-deux soldats britanniques tués au cours de la Première Guerre mondiale se trouvent sur un côté du cimetière.
La partie haute abrite le cimetière militaire allemand.

## Galerie de photographies

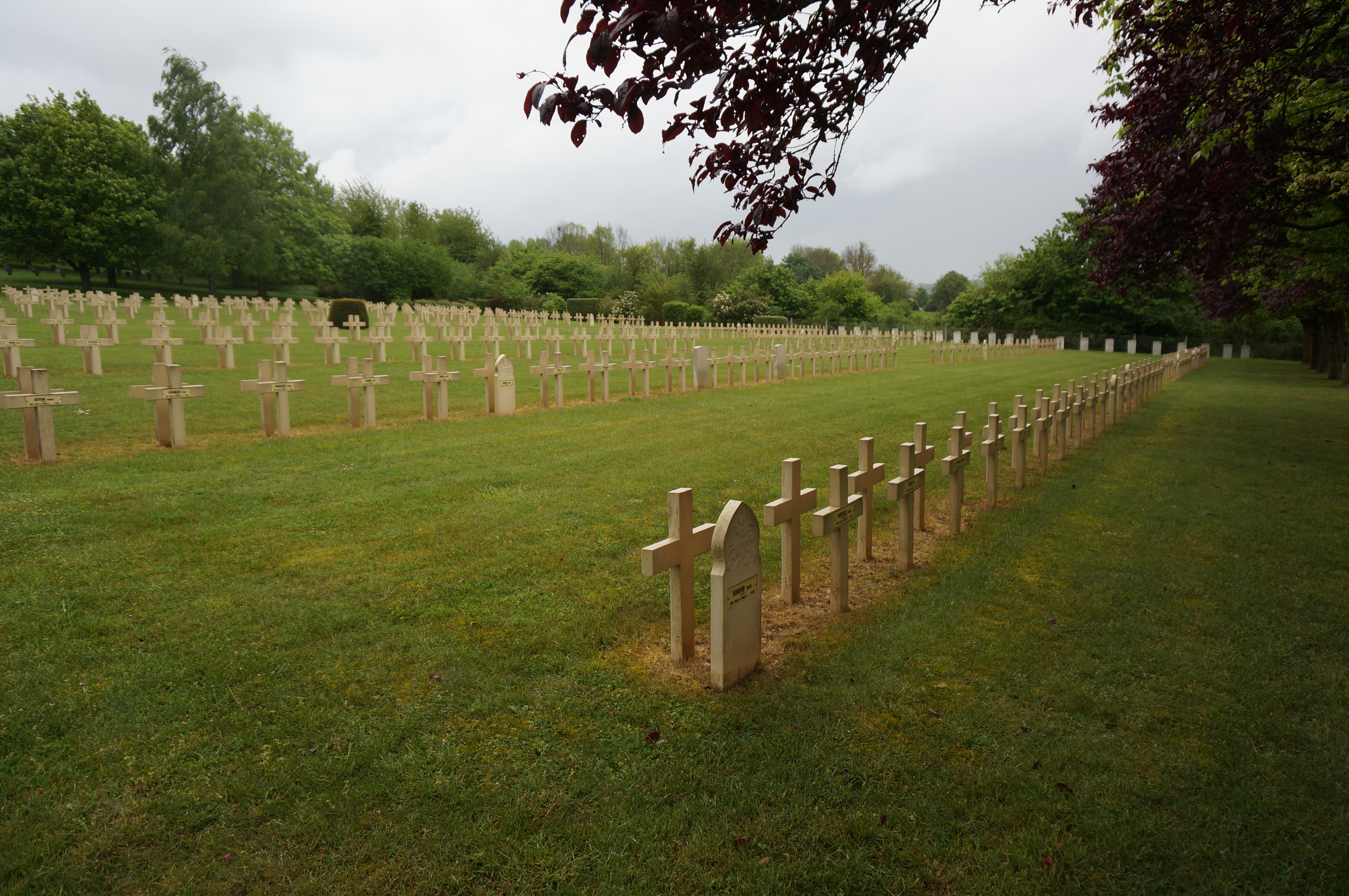
Tombes.
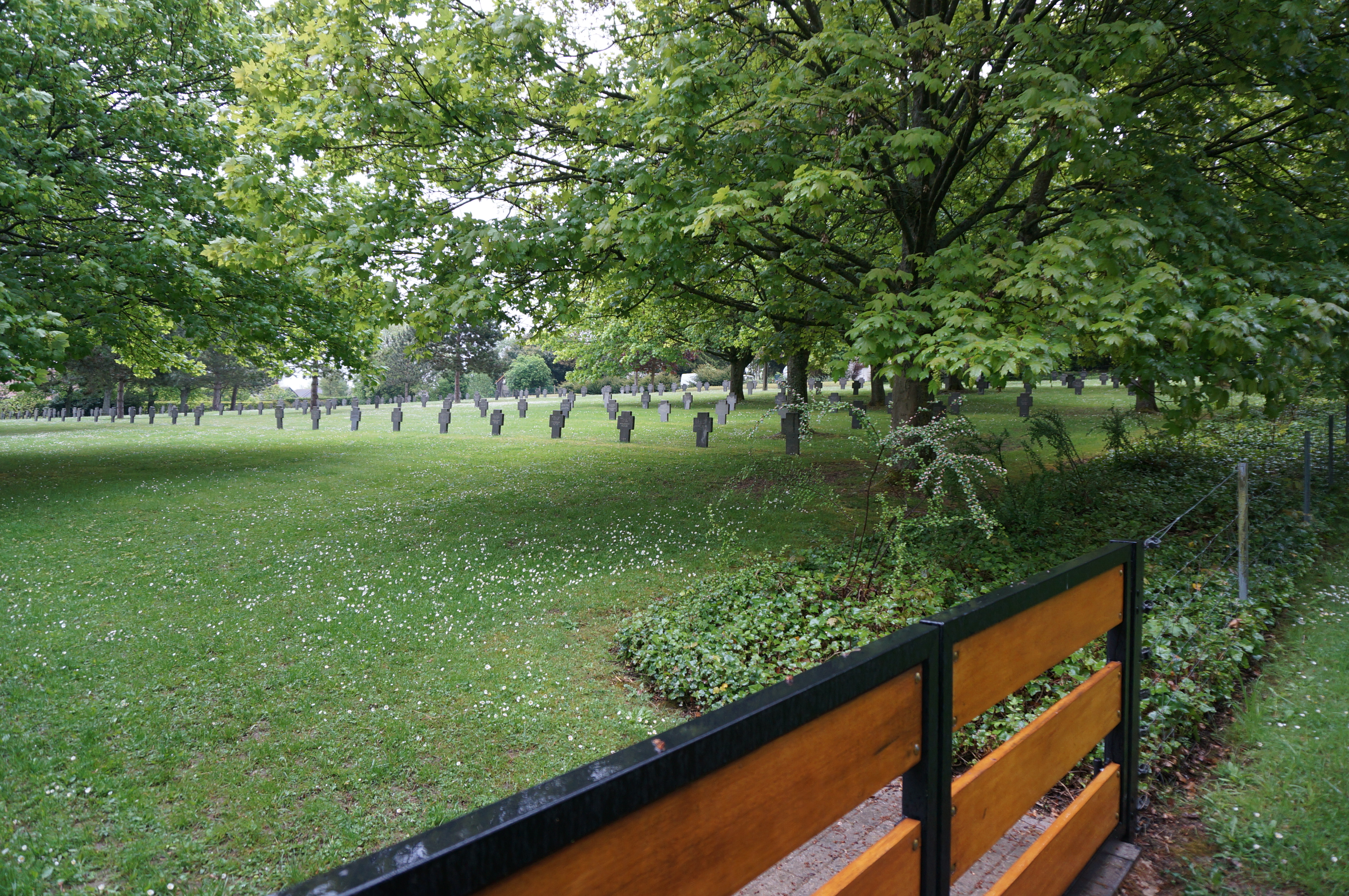
Entrée côté Allemands.
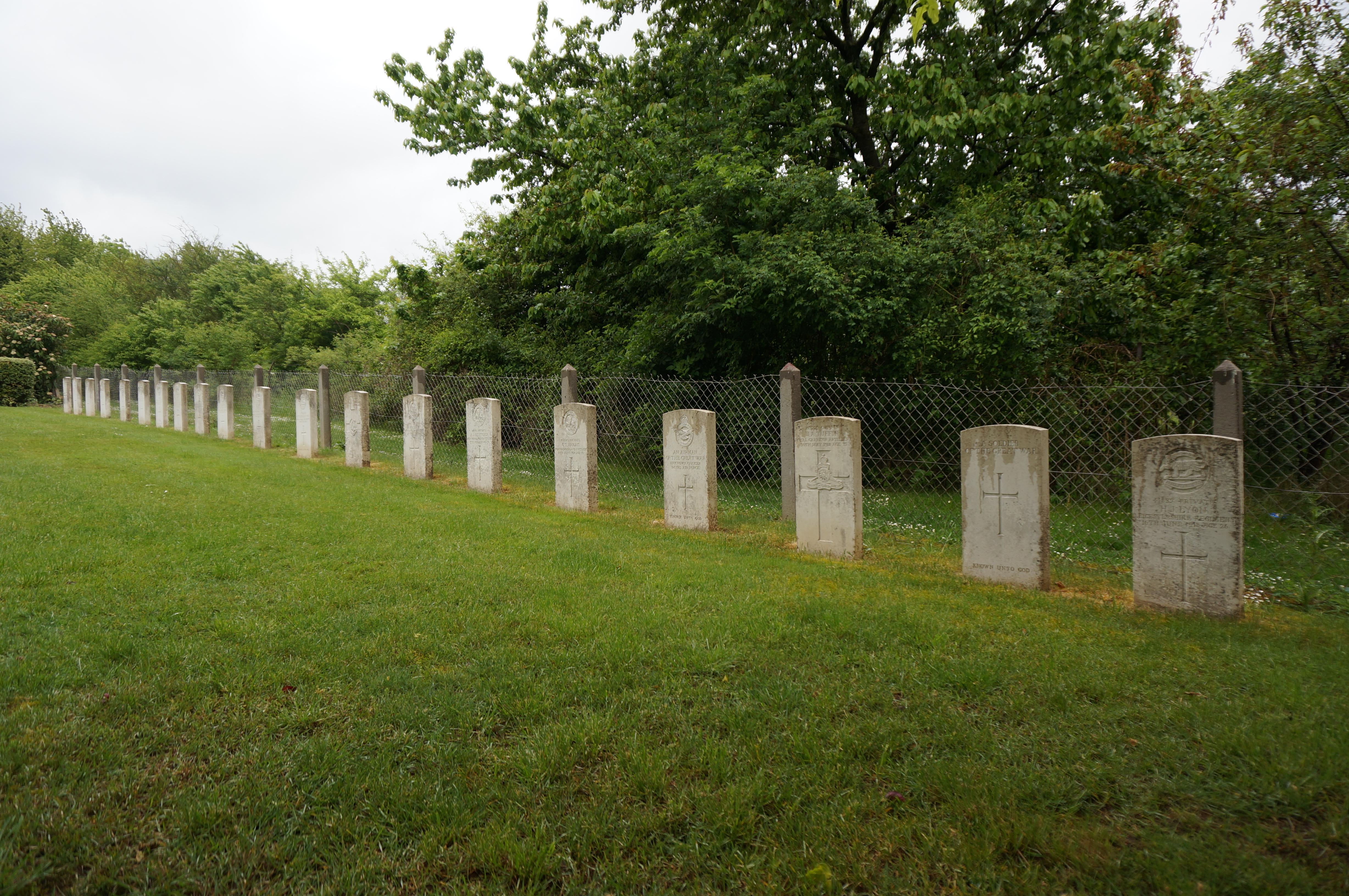
Alignement britannique.